# Trichoderma
Trichoderma is de anamorfe vorm van een geslacht van schimmels dat behoort tot de orde Hypocreales van de ascomyceten. Van de meeste soorten is alleen de anamorfe vorm bekend. De teleomorfe vormen zijn ondergebracht bij het geslacht Hypocrea. Deze draadvormige schimmels komen bijna in alle grondsoorten, planten, rottende plantenresten en in hout voor. De teleomorfe vormen komen voornamelijk in hout voor. Vele soorten zijn opportunistische, niet ziekmakende (avirulente) plantensymbionten. 
Verscheidene Trichoderma-soorten gaan een mutualistische, endofytische relatie met verscheidene plantensoorten aan. De genomen van verscheidene Trichoderma-soorten zijn gesequencet en gepubliceerd door de JGI. Het genoom is 30–40 Mb groot en er zijn ongeveer 12.000 genen geïdentificeerd.
Door de concurrentie met andere micro-organismen worden verscheidene stammen van Trichoderma-soorten als antagonist bij de biologische bestrijding van ziekteverwekkende schimmels gebruikt. Zo worden bepaalde Trichoderma harzianum stammen gebruikt als een fungicide bij de bestrijding van Botrytis, Fusarium en Penicillium sp.. Conidiën van deze schimmel worden op de bladeren gesproeid en kunnen verder gebruikt worden ter onderdrukking van ziekteverwekkende schimmels op zaad en in de grond.
Trichoderma aggressivum is daarentegen een soort die veel schade kan veroorzaken bij de teelt van champignons doordat het de groei van Agaricus bisporus remt. Ook de teelt van shiitake (Lentinula edodes) en gewone oesterzwam (Pleurotus ostreatus) ondervindt schade van deze schimmel. Trichoderma viride is de veroorzaker van rot bij ui en een stam van Trichoderma viride veroorzaakt sterfte bij zaailingen van zwarte den

## Beschrijving
Op voedingsbodem groeien deze schimmels het beste bij 25−30 °C, maar sommige soorten kunnen ook nog bij 45 °C groeien. De kolonies zijn op een voedingsbodem van bijvoorbeeld maismeel dextrose agar (CMD) in het begin transparant of wit op een rijkere voedingsbodem, zoals aardappel dextrose agar (PDA). De groene, gele of witte conidiën worden binnen een week gevormd in compacte of losse plukjes. Op PDA wordt vaak een geel pigment in de voedingsbodem afgescheiden. Sommige soorten produceren een zoete of kokosachtige geur.
De conidioforen zijn sterk vertakt en worden vaak gevormd in concentrische ringen of ontstaan langs de weinig voorkomende in de lucht staande hyfen. Ze kunnen in losjes of compacte plukjes staan. Vele hoofdtakken hebben weer zijtakken. Alle vertakkingen staan onder een hoek van 90°. De vertakte conidioforen hebben vaak een piramidale vorm. Op de top van de conidioforen staan fialiden. Bij sommige soorten, zoals Trichoderma polysporum, eindigen de hoofdvertakkingen in lange verlengingen. De hoofdas kan dezelfde breedte hebben als de voet van de fialide of veel breder zijn.
De fialiden zijn meestal in het midden verbreed, maar kunnen ook cilindervormig of meer of minder rond zijn. Ze kunnen dicht bij elkaar op een brede hoofdas staan, zoals bij T. polysporum en T. hamatum, of alleenstaand, zoals bij T. longibrachiatum.
Op de conidioforen worden de conidia gevormd. Bij sommige soorten zitten ze in een druppel of in een groene of gele vloeistof, zoals bij T. virens en T. flavofuscum). De conidia van de meeste soorten zijn ellipsvormig, 3–5 × 2–4 µm (L/B = > 1,3); ronde conidia (L/W < 1,3) zijn zeldzaam. De conidia hebben meestal een gladde wand, maar enkele soorten hebben conidia met kleine uitgroeiingen of kleine wratten op de wand.
Chlamydosporen kunnen bij alle soorten gevormd worden, maar niet alle soorten vormen binnen 10 dagen chlamydosporen op een CMD-voedingsbodem. De chlamydosporen zijn meestal eencellig, min of meer rond en worden meestal aan de toppen van de hyfen gevormd. Ze kunnen echter ook in de hyfen (intercalair) gevormd worden. Bij sommige soorten zijn ze meercellig, zoals bij T. stromaticum.

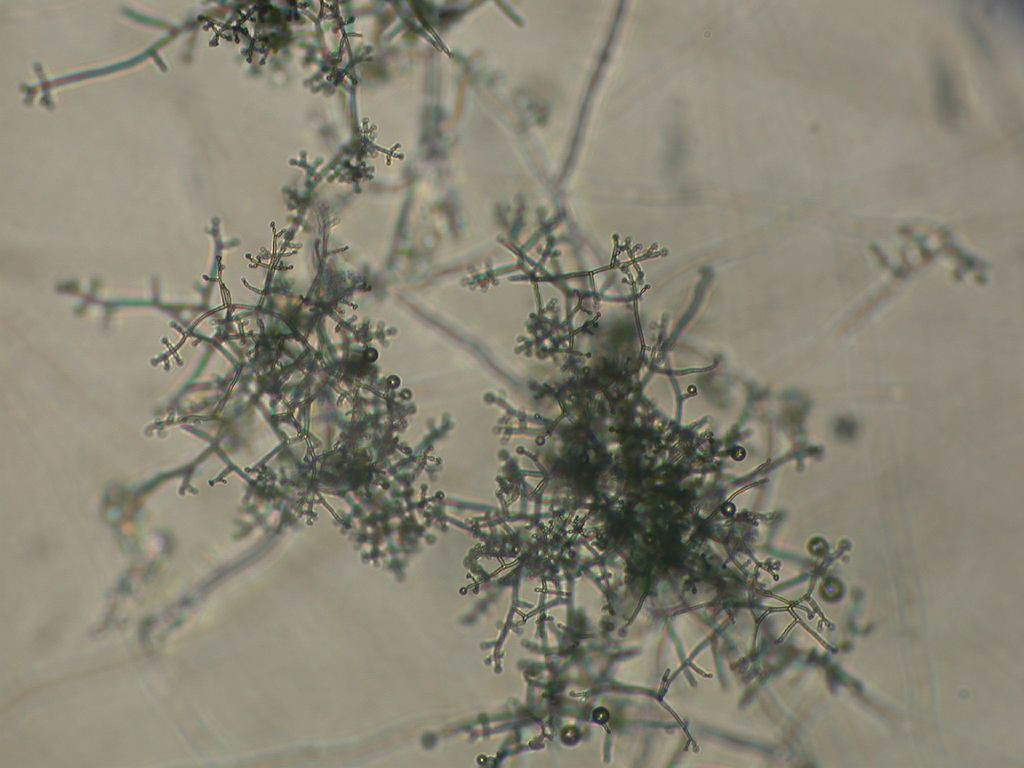
Trichoderma sp. op voedingsbodem met jonge conidioforen
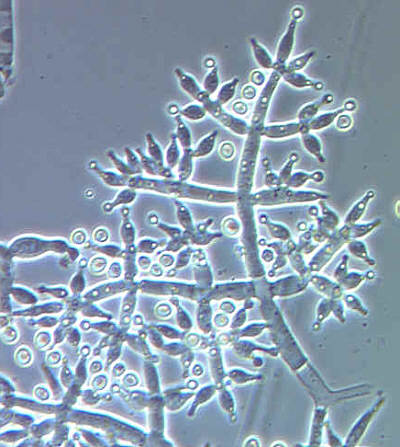
Piramidale conidiofoor met fialiden van Trichoderma harzianum
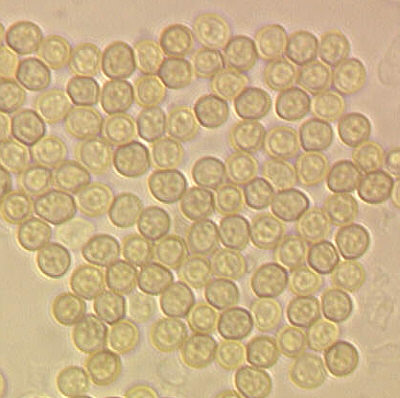
Conidiën van Trichoderma aggressivum f. europaeum

## Teleomorf
Bij de geslachtelijke fase (teleomorfe fase) worden licht- tot donkerbruine, gele of oranje, vlezige stromata gevormd. Ze zijn schijf- tot kussenvormig en kunnen bij sommige soorten grote oppervlakken bedekken. Stromata van sommige soorten zijn knuppelvormig of kegelvormig, zogenaamde podostroma. De perithecia liggen volledig ingezonken. De tweecellige, gladde ascosporen zijn doorzichtig of groen en doordat de tussenwand al snel oplost zitten er in het sporenzakje 16 ascosporecellen.

## Synanamorf
Sommige soorten zijn synanamorf, dat wil zeggen dat er naast een holomorfe vorm ook anamorfe en teleomorfe vormen bestaan. Bij deze soorten zijn de conidioforen verticaal vertakt en zit het conidium aan de top van de fialide in een groene vloeistofdruppel.

## Medicinaal gebruik
Cyclosporine A (CsA), een calcineurine remmer, wordt geproduceerd door Trichoderma polysporum

## Industrieel gebruik
Trichoderma-soorten produceren veel verschillende enzymen. Bepaalde stammen worden gekweekt in voedingsoplossingen voor de productie van bepaalde enzymen:
- Trichoderma reesei wordt gebruikt voor de productie van cellulase en hemicellulase[10]
- Trichoderma longibrachiatum wordt gebruikt voor de productie van xylanase[11]
- Trichoderma harzianum wordt gebruikt voor de productie van chitinase.[12]

## Soorten
Volgens Index Fungorum bevat het geslacht 437 soorten (peildatum april 2023). De teleomorfe vormen zijn ondergebracht bij het geslacht Hypocrea.
| Soortnaam                       | Auteur(s)                                                            | Publicatiejaar |
| ------------------------------- | -------------------------------------------------------------------- | -------------- |
| Trichoderma achlamydosporum     | Z.F. Yu & Y.F. Lv                                                    | 2021           |
| Trichoderma acremonioides       | Y.B. Zhang & W.Y. Zhuang                                             | 2018           |
| Trichoderma adaptatum           | K. Chen & W.Y. Zhuang                                                | 2017           |
| Trichoderma aeroaquaticum       | K. Yamag., Tsurumi, Chuaseehar. & Nakagiri                           | 2012           |
| Trichoderma aerugineum          | Jaklitsch                                                            | 2009           |
| Trichoderma aestuarinum         | M. Gonçalves & A. Alves                                              | 2019           |
| Trichoderma aethiopicum         | Mulaw, C.P. Kubicek & Samuels                                        | 2012           |
| Trichoderma afarasin            | P. Chaverri & F.B. Rocha                                             | 2015           |
| Trichoderma afroharzianum       | P. Chaverri, F.B. Rocha, Degenkolb & Druzhin.                        | 2015           |
| Trichoderma aggregatum          | K. Chen & W.Y. Zhuang                                                | 2017           |
| Trichoderma aggressivum         | Samuels & W. Gams                                                    | 2002           |
| Trichoderma albocorneum         | (Yoshim. Doi) Jaklitsch & Voglmayr                                   | 2014           |
| Trichoderma albofulvopsis       | W.T. Qin & W.Y. Zhuang                                               | 2016           |
| Trichoderma albofulvum          | (Berk. & Broome) Jaklitsch & Voglmayr                                | 2014           |
| Trichoderma albolutescens       | Jaklitsch                                                            | 2011           |
| Trichoderma alboviride          | K. Chen & W.Y. Zhuang                                                | 2017           |
| Trichoderma alcalifuscescens    | (Overton) Jaklitsch & Voglmayr                                       | 2014           |
| Trichoderma alni                | Jaklitsch                                                            | 2008           |
| Trichoderma alpinum             | K. Chen & W.Y. Zhuang                                                | 2017           |
| Trichoderma alutaceum           | Jaklitsch                                                            | 2011           |
| Trichoderma amazonicum          | P. Chaverri & Gazis                                                  | 2011           |
| Trichoderma americanum          | (Canham) Jaklitsch & Voglmayr                                        | 2014           |
| Trichoderma amoenum             | Z.F. Yu & Y.F. Lv                                                    | 2021           |
| Trichoderma anaharzianum        | Z.F. Yu & X. Du                                                      | 2021           |
| Trichoderma andinense           | (Samuels & Petrini) Samuels, Jaklitsch & Voglmayr                    | 2014           |
| Trichoderma angustum            | W.T. Qin & W.Y. Zhuang                                               | 2017           |
| Trichoderma anisohamatum        | Z.F. Yu & X. Du                                                      | 2021           |
| Trichoderma appalachiense       | Samuels & Jaklitsch                                                  | 2013           |
| Trichoderma applanatum          | Z.X. Zhu & W.Y. Zhuang                                               | 2015           |
| Trichoderma aquaticum           | Z.F. Yu & X. Du                                                      | 2021           |
| Trichoderma arachnoideum        | Kuritzina & Sizova                                                   | 1967           |
| Trichoderma arenarium           | F. Cai, M.Y. Ding & I. S. Druzhinina                                 | 2020           |
| Trichoderma arundinaceum        | Zafari, Gräfenhan & Samuels                                          | 2008           |
| Trichoderma asiaticum           | Z.F. Yu & X. Du                                                      | 2021           |
| Trichoderma asperelloides       | Samuels                                                              | 2010           |
| Trichoderma asperellum          | Samuels, Lieckf. & Nirenberg                                         | 1999           |
| Trichoderma asterineum          | W.T. Qin & W.Y. Zhuang                                               | 2016           |
| Trichoderma asymmetricum        | Z.F. Yu & X. Du                                                      | 2021           |
| Trichoderma atlanticum          | Jaklitsch                                                            | 2011           |
| Trichoderma atrobrunneum        | F.B. Rocha, P. Chaverri & Jaklitsch                                  | 2015           |
| Trichoderma atrogelatinosum     | (Dingley) Jaklitsch & Voglmayr                                       | 2014           |
| Trichoderma atroviride          | P. Karst.                                                            | 1892           |
| Trichoderma attinorum           | Q.V. Montoya, L.A. Meirelles, P. Chaverri & A. Rodrigues             | 2016           |
| Trichoderma aurantioeffusum     | Jaklitsch                                                            | 2011           |
| Trichoderma aureoviride         | Rifai                                                                | 1969           |
| Trichoderma austriacum          | Jaklitsch                                                            | 2011           |
| Trichoderma austroindianum      | V.A. Barrera, Iannone, A.I. Romero & P. Chaverri                     | 2021           |
| Trichoderma austrokoningii      | Samuels & Druzhin.                                                   | 2006           |
| Trichoderma avellaneum          | (Rogerson & S.T. Carey) Jaklitsch & Voglmayr                         | 2014           |
| Trichoderma awajun              | M.S. Calderon, D.E. Bustamante & S. Leiva                            | 2021           |
| Trichoderma azevedoi            | M.C. Valadares-Inglis & P.W. Inglis                                  | 2020           |
| Trichoderma balearicum          | Jaklitsch & Voglmayr                                                 | 2015           |
| Trichoderma bambusicola         | R.H. Perera, Maharachch. & K.D. Hyde                                 | 2023           |
| Trichoderma bannaense           | K. Chen & W.Y. Zhuang                                                | 2017           |
| Trichoderma barbatum            | Samuels                                                              | 2012           |
| Trichoderma bavaricum           | Jaklitsch                                                            | 2011           |
| Trichoderma beijingense         | K. Chen & W.Y. Zhuang                                                | 2017           |
| Trichoderma beinartii           | du Plessis, Druzhin., Atan., Yarden & K. Jacobs                      | 2018           |
| Trichoderma bifurcatum          | K. Chen & W.Y. Zhuang                                                | 2017           |
| Trichoderma bissettii           | Sand.-Den. & Guarro                                                  | 2014           |
| Trichoderma bombaxalis          | Jing Z. Sun & H.W. Liu                                               | 2022           |
| Trichoderma bomiense            | Y.B. Zhang & W.Y. Zhuang                                             | 2019           |
| Trichoderma botryosum           | M.C.H. Rodríguez, H.C. Evans & R.W. Barreto                          | 2021           |
| Trichoderma breve               | K. Chen & W.Y. Zhuang                                                | 2017           |
| Trichoderma brevicompactum      | G.F. Kraus, C.P. Kubicek & W. Gams                                   | 2004           |
| Trichoderma brevicrassum        | K. Chen & W.Y. Zhuang                                                | 2017           |
| Trichoderma brevipes            | (Mont.) Samuels                                                      | 2015           |
| Trichoderma britannicum         | (Rifai & J. Webster) Jaklitsch & Voglmayr                            | 2014           |
| Trichoderma britdaniae          | (Jaklitsch & Voglmayr) Jaklitsch & Voglmayr                          | 2014           |
| Trichoderma brunneoviride       | Jaklitsch                                                            | 2008           |
| Trichoderma byssinum            | K. Chen & W.Y. Zhuang                                                | 2017           |
| Trichoderma caeruleimontis      | du Plessis & K. Jacobs                                               | 2018           |
| Trichoderma caerulescens        | (Jaklitsch & Voglmayr) Jaklitsch & Voglmayr                          | 2014           |
| Trichoderma caeruloviride       | M.C.H. Rodríguez, H.C. Evans & R.W. Barreto                          | 2021           |
| Trichoderma caesareum           | Samuels                                                              | 2012           |
| Trichoderma calamagrostidis     | Jaklitsch                                                            | 2011           |
| Trichoderma camelliae           | Jayaward., Manawas., X.H. Li, J.Y. Yan & K.D. Hyde                   | 2021           |
| Trichoderma camerunense         | P. Chaverri & Samuels                                                | 2015           |
| Trichoderma capillare           | Samuels & C.P. Kubicek                                               | 2012           |
| Trichoderma caribbaeum          | Samuels & Schroers                                                   | 2006           |
| Trichoderma catoptron           | P. Chaverri & Samuels                                                | 2003           |
| Trichoderma ceciliae            | Jaklitsch & Voglmayr                                                 | 2015           |
| Trichoderma centrosinicum       | W.T. Qin & W.Y. Zhuang                                               | 2016           |
| Trichoderma ceraceum            | P. Chaverri & Samuels                                                | 2003           |
| Trichoderma ceramicum           | P. Chaverri & Samuels                                                | 2003           |
| Trichoderma ceratophylli        | Z.F. Yu & X. Du                                                      | 2020           |
| Trichoderma cerebriforme        | (Berk.) Samuels                                                      | 2015           |
| Trichoderma cerinum             | Bissett, C.P. Kubicek & Szakács                                      | 2003           |
| Trichoderma changbaiense        | K. Chen & W.Y. Zhuang                                                | 2017           |
| Trichoderma chetii              | du Plessis, Druzhin., Atan., Yarden & K. Jacobs                      | 2018           |
| Trichoderma chlamydosporum      | K. Chen & W.Y. Zhuang                                                | 2017           |
| Trichoderma chlorosporum        | P. Chaverri & Samuels                                                | 2003           |
| Trichoderma christianii         | Jaklitsch & Voglmayr                                                 | 2015           |
| Trichoderma chromospermum       | P. Chaverri & Samuels                                                | 2003           |
| Trichoderma cinnamomeum         | P. Chaverri & Samuels                                                | 2003           |
| Trichoderma citrinellum         | (Ellis) W.Y. Zhuang & Z.Q. Zeng                                      | 2017           |
| Trichoderma citrinoviride       | Bissett                                                              | 1984           |
| Trichoderma citrinum            | (Pers.) Jaklitsch, W. Gams & Voglmayr                                | 2014           |
| Trichoderma compactum           | Z.F. Yu & K.Q. Zhang                                                 | 2007           |
| Trichoderma composticola        | Samuels & Jaklitsch                                                  | 2013           |
| Trichoderma concentricum        | K. Chen & W.Y. Zhuang                                                | 2017           |
| Trichoderma confertum           | K. Chen & W.Y. Zhuang                                                | 2017           |
| Trichoderma confluens           | W.T. Qin & W.Y. Zhuang                                               | 2016           |
| Trichoderma cordobense          | Speg.                                                                | 1926           |
| Trichoderma corfecianum         | Sacc.                                                                | 1911           |
| Trichoderma corneum             | (Pat.) Jaklitsch & Voglmayr                                          | 2014           |
| Trichoderma cornu-damae         | (Pat.) Z.X. Zhu & W.Y. Zhuang                                        | 2014           |
| Trichoderma corrugatum          | (Yoshim. Doi, P.G. Liu & M. Tamura) P.G. Liu, Z.X. Zhu & W.Y. Zhuang | 2014           |
| Trichoderma costaricense        | (P. Chaverri & Samuels) P. Chaverri, Jaklitsch & Voglmayr            | 2014           |
| Trichoderma crassum             | Bissett                                                              | 1992           |
| Trichoderma cremeoides          | Jaklitsch & Voglmayr                                                 | 2015           |
| Trichoderma cremeum             | P. Chaverri & Samuels                                                | 2003           |
| Trichoderma croceum             | Bissett                                                              | 1992           |
| Trichoderma crystalligenum      | Jaklitsch                                                            | 2006           |
| Trichoderma crystallinum        | W.T. Qin & W.Y. Zhuang                                               | 2017           |
| Trichoderma cuneisporum         | P. Chaverri & Samuels                                                | 2003           |
| Trichoderma dacrymycellum       | Jaklitsch                                                            | 2009           |
| Trichoderma danicum             | (Jaklitsch) Jaklitsch & Voglmayr                                     | 2014           |
| Trichoderma decipiens           | (Jaklitsch, K. Põldmaa & Samuels) Jaklitsch & Voglmayr               | 2014           |
| Trichoderma delicatulum         | Jaklitsch                                                            | 2011           |
| Trichoderma deliquescens        | (Sopp) Jaklitsch                                                     | 2011           |
| Trichoderma densum              | W.T. Qin & W.Y. Zhuang                                               | 2016           |
| Trichoderma desrochii           | Sartory & Bainier                                                    | 1913           |
| Trichoderma dimorphum           | K. Chen & W.Y. Zhuang                                                | 2017           |
| Trichoderma dingleyae           | Samuels & Dodd                                                       | 2006           |
| Trichoderma dorotheae           | Samuels & Dodd                                                       | 2006           |
| Trichoderma dorothopsis         | A.A. Tomah & J.Z. Zhang                                              | 2020           |
| Trichoderma effusum             | Bissett, C.P. Kubicek & Szakács                                      | 2003           |
| Trichoderma eijii               | Chang S. Kim & N. Maek.                                              | 2013           |
| Trichoderma endophyticum        | F.B. Rocha, Samuels & P. Chaverri                                    | 2015           |
| Trichoderma epimyces            | Jaklitsch                                                            | 2008           |
| Trichoderma erinaceum           | Bissett, C.P. Kubicek & Szakács                                      | 2003           |
| Trichoderma estonicum           | P. Chaverri & Samuels                                                | 2003           |
| Trichoderma eucorticioides      | (Overton) Jaklitsch & Voglmayr                                       | 2014           |
| Trichoderma europaeum           | Jaklitsch & Voglmayr                                                 | 2015           |
| Trichoderma euskadiense         | Jaklitsch & Voglmayr                                                 | 2015           |
| Trichoderma evansii             | Samuels                                                              | 2009           |
| Trichoderma fasciculatum        | Bissett                                                              | 1992           |
| Trichoderma fassatiovae         | A. Nováková, Kubátová, Valinová, Hubka & M. Kola?ík                  | 2015           |
| Trichoderma fertile             | Bissett                                                              | 1992           |
| Trichoderma flagellatum         | Mulaw, C.P. Kubicek & Samuels                                        | 2012           |
| Trichoderma flavescens          | Z.X. Zhu, W.Y. Zhuang & Yu Li                                        | 2017           |
| Trichoderma flaviconidium       | (P. Chaverri, Druzhin. & Samuels) Jaklitsch & Voglmayr               | 2014           |
| Trichoderma flavipes            | (Peck) Seifert, Jaklitsch & Voglmayr                                 | 2014           |
| Trichoderma floccosum           | Samuels                                                              | 2012           |
| Trichoderma foliicola           | (Jaklitsch & Voglmayr) Jaklitsch & Voglmayr                          | 2014           |
| Trichoderma fomiticola          | Jaklitsch                                                            | 2009           |
| Trichoderma fomitopsidis        | (P.G. Liu & Yoshim. Doi) P.G. Liu, Z.X. Zhu & W.Y. Zhuang            | 2014           |
| Trichoderma fragile             | (Yoshim. Doi) Jaklitsch & Voglmayr                                   | 2014           |
| Trichoderma fructicola          | Y.B. Zhang & W.Y. Zhuang                                             | 2017           |
| Trichoderma fujianense          | Z.X. Zhu, W.Y. Zhuang & Yu Li                                        | 2017           |
| Trichoderma gamsii              | Samuels & Druzhin.                                                   | 2006           |
| Trichoderma ganodermatis        | K. Chen & W.Y. Zhuang                                                | 2017           |
| Trichoderma gansuanum           | Z.Q. Zeng & W.Y. Zhuang                                              | 2020           |
| Trichoderma gelatinosum         | P. Chaverri & Samuels                                                | 2003           |
| Trichoderma ghanense            | Yoshim. Doi, Y. Abe & Sugiy.                                         | 1987           |
| Trichoderma gillesii            | Samuels                                                              | 2012           |
| Trichoderma glaucum             | E.V. Abbott                                                          | 1927           |
| Trichoderma gliocladium         | Jaklitsch & Voglmayr                                                 | 2015           |
| Trichoderma globoides           | W.T. Qin & W.Y. Zhuang                                               | 2017           |
| Trichoderma gracile             | Samuels & Szakács                                                    | 2012           |
| Trichoderma grande              | W.T. Qin & W.Y. Zhuang                                               | 2016           |
| Trichoderma granulosum          | Fuckel                                                               | 1870           |
| Trichoderma gregarium           | K. Chen & W.Y. Zhuang                                                | 2017           |
| Trichoderma guizhouense         | Q.R. Li, McKenzie & Yong Wang bis                                    | 2012           |
| Trichoderma hainanense          | K. Chen & W.Y. Zhuang                                                | 2017           |
| Trichoderma hamatum             | (Bonord.) Bainier                                                    | 1906           |
| Trichoderma harzianum           | Rifai                                                                | 1969           |
| Trichoderma hausknechtii        | Jaklitsch & Voglmayr                                                 | 2015           |
| Trichoderma hebeiense           | Kai Chen & W.Y. Zhuang                                               | 2017           |
| Trichoderma helicolixii         | Jaklitsch & Voglmayr                                                 | 2015           |
| Trichoderma helicum             | Bissett, C.P. Kubicek & Szakács                                      | 2003           |
| Trichoderma henanense           | W.T. Qin & W.Y. Zhuang                                               | 2016           |
| Trichoderma hengshanicum        | K. Chen & W.Y. Zhuang                                                | 2017           |
| Trichoderma hexasporum          | (Boedijn) Jaklitsch & Voglmayr                                       | 2014           |
| Trichoderma hirsutum            | K. Chen & W.Y. Zhuang                                                | 2017           |
| Trichoderma hispanicum          | (Jaklitsch & Voglmayr) Jaklitsch & Voglmayr                          | 2014           |
| Trichoderma hongkongense        | (Z.X. Zhu & W.Y. Zhuang) Z.Q. Zeng & W.Y. Zhuang                     | 2017           |
| Trichoderma hortense            | V.A. Barrera, Iannone, A.I. Romero & P. Chaverri                     | 2021           |
| Trichoderma hubeiense           | W.T. Qin & W.Y. Zhuang                                               | 2016           |
| Trichoderma hunanense           | K. Chen & W.Y. Zhuang                                                | 2017           |
| Trichoderma hunua               | (Dingley) Jaklitsch & Voglmayr                                       | 2014           |
| Trichoderma hypoxyli            | Jing Z. Sun, Xing Z. Liu & K.D. Hyde                                 | 2016           |
| Trichoderma inaequilaterale     | Z.F. Yu & Y.F. Lv                                                    | 2021           |
| Trichoderma inconspicuum        | Z.F. Yu & X. Du                                                      | 2021           |
| Trichoderma ingratum            | K. Chen & W.Y. Zhuang                                                | 2017           |
| Trichoderma inhamatum           | Veerkamp & W. Gams                                                   | 1983           |
| Trichoderma insigne             | Z.F. Yu & X. Du                                                      | 2021           |
| Trichoderma intricatum          | Samuels & Dodd                                                       | 2006           |
| Trichoderma istrianum           | Jaklitsch & Voglmayr                                                 | 2015           |
| Trichoderma italicum            | Jaklitsch & Voglmayr                                                 | 2015           |
| Trichoderma ivoriense           | Samuels                                                              | 2012           |
| Trichoderma izawae              | (Yoshim. Doi) Jaklitsch & Voglmayr                                   | 2014           |
| Trichoderma jaklitschii         | M.S. Calderon, D.E. Bustamante & S. Leiva                            | 2021           |
| Trichoderma junci               | Jaklitsch                                                            | 2011           |
| Trichoderma konilangbra         | Samuels, Petrini & C.P. Kubicek                                      | 1998           |
| Trichoderma koningii            | Oudem.                                                               | 1902           |
| Trichoderma koningiopsis        | Samuels, Carm. Suárez & H.C. Evans                                   | 2006           |
| Trichoderma koreanum            | S.Y. Oh, M.S. Park & Y.W. Lim                                        | 2019           |
| Trichoderma kunigamense         | Yabuki & Okuda                                                       | 2014           |
| Trichoderma kunmingense         | Z.F. Yu & J.Y. Li                                                    | 2018           |
| Trichoderma lacteum             | Bissett                                                              | 1992           |
| Trichoderma lacuwombatense      | (B.S. Lu, Druzhin. & Samuels) Jaklitsch & Voglmayr                   | 2014           |
| Trichoderma laevisporum         | W.T. Qin & W.Y. Zhuang                                               | 2016           |
| Trichoderma lanuginosum         | Samuels                                                              | 2012           |
| Trichoderma latizonatum         | (Peck) Samuels                                                       | 2015           |
| Trichoderma leguminosarum       | Jaklitsch & Voglmayr                                                 | 2015           |
| Trichoderma lentinulae          | Jing Z. Sun & X.Z. Liu                                               | 2020           |
| Trichoderma lentissimum         | M.C.H. Rodríguez, H.C. Evans & R.W. Barreto                          | 2021           |
| Trichoderma leucopus            | Jaklitsch                                                            | 2011           |
| Trichoderma liberatum           | K. Chen & W.Y. Zhuang                                                | 2017           |
| Trichoderma lieckfeldtiae       | Samuels                                                              | 2009           |
| Trichoderma limonium            | W.T. Qin & W.Y. Zhuang                                               | 2016           |
| Trichoderma linzhiense          | K. Chen & W.Y. Zhuang                                                | 2017           |
| Trichoderma lixii               | (Pat.) P. Chaverri                                                   | 2015           |
| Trichoderma longibrachiatum     | Rifai                                                                | 1969           |
| Trichoderma longiphialidicum    | Q.V. Montoya, L.A. Meirelles, P. Chaverri & A. Rodrigues             | 2016           |
| Trichoderma longipilis          | Bissett                                                              | 1992           |
| Trichoderma longisporum         | K. Chen & W.Y. Zhuang                                                | 2017           |
| Trichoderma luteocrystallinum   | Jaklitsch                                                            | 2011           |
| Trichoderma luteoeffusum        | Jaklitsch                                                            | 2011           |
| Trichoderma lycogaloides        | (Berk. & Broome) Jaklitsch, Lechat & Voglmayr                        | 2014           |
| Trichoderma mangshanicum        | K. Chen & W.Y. Zhuang                                                | 2017           |
| Trichoderma margaretense        | Jaklitsch                                                            | 2011           |
| Trichoderma martiale            | Samuels                                                              | 2008           |
| Trichoderma matsushimae         | (Abdullah & J. Webster) K. Yamag., Tsurumi, Chuaseehar. & Nakagiri   | 2012           |
| Trichoderma mediterraneum       | Jaklitsch & Voglmayr                                                 | 2015           |
| Trichoderma medogense           | Y.B. Zhang & W.Y. Zhuang                                             | 2017           |
| Trichoderma medusae             | Samuels                                                              | 2012           |
| Trichoderma megalocitrinum      | (Yoshim. Doi) Jaklitsch & Voglmayr                                   | 2014           |
| Trichoderma melanomagnum        | P. Chaverri & Samuels                                                | 2003           |
| Trichoderma microcitrinum       | (Yoshim. Doi) Jaklitsch & Voglmayr                                   | 2014           |
| Trichoderma mienum              | Chang S. Kim, Nakagiri & N. Maek.                                    | 2012           |
| Trichoderma minimum             | (Speg.) Gunth. Müll.                                                 | 1965           |
| Trichoderma minutisporum        | Bissett                                                              | 1992           |
| Trichoderma minutum             | Bainier                                                              | 1906           |
| Trichoderma moravicum           | Jaklitsch                                                            | 2011           |
| Trichoderma neocrassum          | Samuels                                                              | 2015           |
| Trichoderma neokoningii         | Samuels & Soberanis                                                  | 2006           |
| Trichoderma neorufoides         | Jaklitsch                                                            | 2011           |
| Trichoderma neorufum            | (Samuels, Dodd & Lieckf.) Jaklitsch & Voglmayr                       | 2014           |
| Trichoderma neosinense          | Samuels & Jaklitsch                                                  | 2013           |
| Trichoderma neotropicale        | P. Chaverri & F.B. Rocha                                             | 2015           |
| Trichoderma nigrovirens         | Goddard                                                              | 1913           |
| Trichoderma nothescens          | Samuels & Jaklitsch                                                  | 2013           |
| Trichoderma novae-zelandiae     | (Samuels & Petrini) Jaklitsch & Voglmayr                             | 2014           |
| Trichoderma nunbergii           | Svilv.                                                               | 1932           |
| Trichoderma nybergianum         | (T. Ulvinen & H.L. Chamb.) Jaklitsch & Voglmayr                      | 2014           |
| Trichoderma oblongisporum       | Bissett                                                              | 1992           |
| Trichoderma obovatum            | Z.F. Yu & Y.F. Lv                                                    | 2021           |
| Trichoderma ochroleucum         | (Berk. & Ravenel) Jaklitsch & Voglmayr                               | 2014           |
| Trichoderma odoratum            | W.T. Qin & W.Y. Zhuang                                               | 2016           |
| Trichoderma oligosporum         | Z.X. Zhu & W.Y. Zhuang                                               | 2015           |
| Trichoderma olivascens          | Jaklitsch, Samuels & Voglmayr                                        | 2013           |
| Trichoderma orientale           | (Samuels & Petrini) Jaklitsch & Samuels                              | 2014           |
| Trichoderma ovalisporum         | Samuels & Schroers                                                   | 2004           |
| Trichoderma pachypallidum       | Jaklitsch                                                            | 2011           |
| Trichoderma panacis             | S.Y. Liu, T.Yuan Zhang, Ying Yu & Yi X. Zhang                        | 2020           |
| Trichoderma parapiluliferum     | (B.S. Lu, Druzhin. & Samuels) Jaklitsch & Voglmayr                   | 2014           |
| Trichoderma parareesei          | Atan., Jaklitsch, Komo?-Zel., C.P. Kubicek & Druzhin.                | 2010           |
| Trichoderma pararogersonii      | Jaklitsch & Voglmayr                                                 | 2015           |
| Trichoderma paratroviride       | Jaklitsch & Voglmayr                                                 | 2015           |
| Trichoderma paraviride          | Z.F. Yu & X. Du                                                      | 2021           |
| Trichoderma paraviridescens     | Jaklitsch, Samuels & Voglmayr                                        | 2013           |
| Trichoderma parceramosum        | Bissett                                                              | 1992           |
| Trichoderma parepimyces         | Jaklitsch                                                            | 2009           |
| Trichoderma parestonicum        | Jaklitsch                                                            | 2009           |
| Trichoderma parmastoi           | (Overton) Jaklitsch & Voglmayr                                       | 2014           |
| Trichoderma patella             | (Clinton & Peck) Jaklitsch & Voglmayr                                | 2014           |
| Trichoderma patellotropicum     | Samuels                                                              | 2015           |
| Trichoderma paucisporum         | Samuels, Carm. Suárez & K. Solís                                     | 2006           |
| Trichoderma peberdyi            | M.C. Valadares-Inglis & P.W. Inglis                                  | 2020           |
| Trichoderma peltatum            | (Berk.) Samuels, Jaklitsch & Voglmayr                                | 2014           |
| Trichoderma peruvianum          | M.S. Calderon, D.E. Bustamante & S. Leiva                            | 2021           |
| Trichoderma perviride           | W.T. Qin & W.Y. Zhuang                                               | 2017           |
| Trichoderma petersenii          | Samuels, Dodd & Schroers                                             | 2006           |
| Trichoderma pezizoides          | (Berk. & Broome) Samuels, Jaklitsch & Voglmayr                       | 2014           |
| Trichoderma phayaoense          | Nuangmek & Suwannar.                                                 | 2021           |
| Trichoderma phellinicola        | Jaklitsch                                                            | 2011           |
| Trichoderma phyllostachydis     | P. Chaverri & Samuels                                                | 2003           |
| Trichoderma piluliferum         | J. Webster & Rifai                                                   | 1969           |
| Trichoderma pinicola            | S.Y. Oh, M.S. Park & Y.W. Lim                                        | 2019           |
| Trichoderma pinnatum            | Samuels                                                              | 2012           |
| Trichoderma placentula          | Jaklitsch                                                            | 2011           |
| Trichoderma pleuroti            | S.H. Yu & M.S. Park                                                  | 2006           |
| Trichoderma pleuroticola        | S.H. Yu & M.S. Park                                                  | 2006           |
| Trichoderma pluripenicillatum   | Z.F. Yu & Y.F. Lv                                                    | 2021           |
| Trichoderma pollinicola         | F. Liu & L. Cai                                                      | 2018           |
| Trichoderma polyalthiae         | K. Nuankaew & Boonlue                                                | 2018           |
| Trichoderma polypori            | K. Chen & W.Y. Zhuang                                                | 2017           |
| Trichoderma polysporum          | (Link) Rifai                                                         | 1969           |
| Trichoderma poronioideum        | (Möller) Samuels                                                     | 2015           |
| Trichoderma priscilae           | Jaklitsch & Voglmayr                                                 | 2015           |
| Trichoderma propepolypori       | Z.F. Yu & Y.F. Lv                                                    | 2021           |
| Trichoderma protopulvinatum     | (Yoshim. Doi) Jaklitsch & Voglmayr                                   | 2014           |
| Trichoderma protrudens          | Samuels & P. Chaverri                                                | 2008           |
| Trichoderma pruinosum           | K. Chen & W.Y. Zhuang                                                | 2017           |
| Trichoderma pseudoasiaticum     | Z.F. Yu & Y.F. Lv                                                    | 2021           |
| Trichoderma pseudoasperelloides | Z.F. Yu & X. Du                                                      | 2021           |
| Trichoderma pseudobritdaniae    | W.T. Qin & W.Y. Zhuang                                               | 2016           |
| Trichoderma pseudocandidum      | Minnis, Samuels & P. Chaverri                                        | 2009           |
| Trichoderma pseudodensum        | K. Chen & W.Y. Zhuang                                                | 2017           |
| Trichoderma pseudogelatinosum   | (M. Komatsu & Yoshim. Doi) Chang S. Kim                              | 2012           |
| Trichoderma pseudokoningii      | Rifai                                                                | 1969           |
| Trichoderma pseudolacteum       | Chang S. Kim & N. Maek.                                              | 2013           |
| Trichoderma pseudonigrovirens   | Minnis, Samuels & P. Chaverri                                        | 2009           |
| Trichoderma pseudopyramidale    | M.C.H. Rodríguez, H.C. Evans & R.W. Barreto                          | 2021           |
| Trichoderma pseudostramineum    | (Yoshim. Doi) Chang S. Kim                                           | 2012           |
| Trichoderma psychrophilum       | Jaklitsch                                                            | 2011           |
| Trichoderma pubescens           | Bissett                                                              | 1992           |
| Trichoderma pulvinatum          | (Fuckel) Jaklitsch & Voglmayr                                        | 2014           |
| Trichoderma purpureum           | W.T. Qin & W.Y. Zhuang                                               | 2017           |
| Trichoderma pyramidale          | Jaklitsch & P. Chaverri                                              | 2015           |
| Trichoderma racemosum           | McAlpine                                                             | 1902           |
| Trichoderma reesei              | E.G. Simmons                                                         | 1977           |
| Trichoderma restrictum          | du Plessis & K. Jacobs                                               | 2018           |
| Trichoderma rhododendri         | (Jaklitsch) Jaklitsch & Voglmayr                                     | 2014           |
| Trichoderma rifaii              | F.B. Rocha, P. Chaverri & Samuels                                    | 2015           |
| Trichoderma rodmanii            | (Samuels & P. Chaverri) Jaklitsch & Voglmayr                         | 2014           |
| Trichoderma rogersonii          | Samuels                                                              | 2006           |
| Trichoderma rosellum            | Jaklitsch & Voglmayr                                                 | 2014           |
| Trichoderma rossicum            | Bissett, C.P. Kubicek & Szakács                                      | 2003           |
| Trichoderma rosulatum           | Z.X. Zhu & W.Y. Zhuang                                               | 2015           |
| Trichoderma rubi                | Jaklitsch & Voglmayr                                                 | 2015           |
| Trichoderma rubropallens        | Schwein.                                                             | 1832           |
| Trichoderma rufobrunneum        | Z.X. Zhu & W.Y. Zhuang                                               | 2015           |
| Trichoderma rugosum             | Y.B. Zhang & W.Y. Zhuang                                             | 2018           |
| Trichoderma rugulosum           | M.S. Park, S.Y. Oh & Y.W. Lim                                        | 2019           |
| Trichoderma sambuci             | (Jaklitsch & Voglmayr) Jaklitsch & Voglmayr                          | 2014           |
| Trichoderma samuelsii           | Jaklitsch & Voglmayr                                                 | 2012           |
| Trichoderma saturnisporopsis    | Samuels & Jaklitsch                                                  | 2012           |
| Trichoderma saturnisporum       | Hammill                                                              | 1970           |
| Trichoderma scalesiae           | Samuels & H.C. Evans                                                 | 2006           |
| Trichoderma scorpioideum        | Z.F. Yu & X. Du                                                      | 2021           |
| Trichoderma semiorbis           | (Berk.) Jaklitsch & Voglmayr                                         | 2014           |
| Trichoderma sempervirentis      | Jaklitsch & Voglmayr                                                 | 2013           |
| Trichoderma seppoi              | Jaklitsch                                                            | 2008           |
| Trichoderma shaoguanicum        | K. Chen & W.Y. Zhuang                                                | 2017           |
| Trichoderma shennongjianum      | Kai Chen & W.Y. Zhuang                                               | 2016           |
| Trichoderma sichuanense         | Kai Chen & W.Y. Zhuang                                               | 2017           |
| Trichoderma silvae-virgineae    | Jaklitsch                                                            | 2011           |
| Trichoderma simile              | Z.F. Yu & Y.F. Lv                                                    | 2021           |
| Trichoderma simmonsii           | P. Chaverri, F.B. Rocha, Samuels, Degenkolb & Jaklitsch              | 2015           |
| Trichoderma simplex             | K. Chen & W.Y. Zhuang                                                | 2017           |
| Trichoderma sinense             | Bissett, C.P. Kubicek & Szakács                                      | 2003           |
| Trichoderma sinoaustrale        | Z.X. Zhu & W.Y. Zhuang                                               | 2014           |
| Trichoderma sinokoningii        | W.T. Qin & W.Y. Zhuang                                               | 2016           |
| Trichoderma sinoluteum          | Z.X. Zhu & W.Y. Zhuang                                               | 2015           |
| Trichoderma sinuosum            | P. Chaverri & Samuels                                                | 2003           |
| Trichoderma solani              | Samuels                                                              | 2012           |
| Trichoderma solum               | K. Chen & W.Y. Zhuang                                                | 2017           |
| Trichoderma songyi              | M.S. Park, Seung Y. Oh & Y.W. Lim                                    | 2014           |
| Trichoderma sordidum            | (Yoshim. Doi) Jaklitsch & Voglmayr                                   | 2014           |
| Trichoderma sparsum             | W.T. Qin & W.Y. Zhuang                                               | 2016           |
| Trichoderma speciosum           | Z.F. Yu & X. Du                                                      | 2018           |
| Trichoderma sphaerosporum       | W.T. Qin & W.Y. Zhuang                                               | 2016           |
| Trichoderma spinulosum          | (Fuckel) Jaklitsch & Voglmayr                                        | 2014           |
| Trichoderma spirale             | Bissett                                                              | 1992           |
| Trichoderma stellatum           | (B.S. Lu, Druzhin. & Samuels) Jaklitsch & Voglmayr                   | 2014           |
| Trichoderma stercorarium        | (Barrasa, A.T. Martínez & G. Moreno) Jaklitsch & Voglmayr            | 2015           |
| Trichoderma stilbohypoxyli      | Samuels & Schroers                                                   | 2006           |
| Trichoderma stipitatum          | Z.X. Zhu & W.Y. Zhuang                                               | 2015           |
| Trichoderma stramineum          | P. Chaverri & Samuels                                                | 2003           |
| Trichoderma strictipile         | Bissett                                                              | 1992           |
| Trichoderma strigosellum        | López-Quint., W. Gams, Boekhout & Druzhin.                           | 2013           |
| Trichoderma strigosum           | Bissett                                                              | 1992           |
| Trichoderma stromaticum         | Samuels & Pardo-Schulth.                                             | 2000           |
| Trichoderma subalni             | Y.B. Zhang & W.Y. Zhuang                                             | 2018           |
| Trichoderma subalpinum          | Jaklitsch                                                            | 2011           |
| Trichoderma subazureum          | Z.F. Yu & Y.F. Lv                                                    | 2021           |
| Trichoderma subeffusum          | Jaklitsch                                                            | 2011           |
| Trichoderma subiculoides        | Z.Q. Zeng & W.Y. Zhuang                                              | 2019           |
| Trichoderma subsulphureum       | (Syd. & P. Syd.) Jaklitsch & Voglmayr                                | 2014           |
| Trichoderma subtrachycarpum     | (Yoshim. Doi) Jaklitsch & Voglmayr                                   | 2014           |
| Trichoderma subuliforme         | Z.F. Yu & Y.F. Lv                                                    | 2021           |
| Trichoderma subviride           | W.T. Qin & W.Y. Zhuang                                               | 2016           |
| Trichoderma succisum            | (Rifai) Jaklitsch & Voglmayr                                         | 2014           |
| Trichoderma sulawesense         | (Yoshim. Doi) Jaklitsch & Voglmayr                                   | 2014           |
| Trichoderma sulphureum          | (Schwein.) Jaklitsch & Voglmayr                                      | 2014           |
| Trichoderma supraverticillatum  | Z.F. Yu & Y.F. Lv                                                    | 2021           |
| Trichoderma surrotundum         | P. Chaverri & Samuels                                                | 2003           |
| Trichoderma syagri              | V.A. Barrera, Iannone, A.I. Romero & P. Chaverri                     | 2021           |
| Trichoderma sympodianum         | Kulik                                                                | 1960           |
| Trichoderma taiwanense          | Samuels & M.L. Wu                                                    | 2006           |
| Trichoderma tardum              | K. Chen & W.Y. Zhuang                                                | 2017           |
| Trichoderma tawa                | P. Chaverri & Samuels                                                | 2003           |
| Trichoderma taxi                | Chu L. Zhang, F.C. Lin & C.P. Kubicek                                | 2007           |
| Trichoderma tenue               | W.T. Qin & W.Y. Zhuang                                               | 2017           |
| Trichoderma texanum             | Q.V. Montoya, L.A. Meirelles, P. Chaverri & A. Rodrigues             | 2016           |
| Trichoderma thailandicum        | P. Chaverri & Samuels                                                | 2003           |
| Trichoderma thelephoricola      | P. Chaverri & Samuels                                                | 2003           |
| Trichoderma theobromicola       | Samuels & H.C. Evans                                                 | 2006           |
| Trichoderma thermophilum        | W.T. Qin & W.Y. Zhuang                                               | 2016           |
| Trichoderma tiantangzhaiense    | Z.X. Zhu & W.Y. Zhuang                                               | 2015           |
| Trichoderma tibetense           | Kai Chen & W.Y. Zhuang                                               | 2016           |
| Trichoderma tibeticum           | Z.F. Yu & X. Du                                                      | 2021           |
| Trichoderma tomentosum          | Bissett                                                              | 1992           |
| Trichoderma trachycarpum        | (Syd.) Jaklitsch & Voglmayr                                          | 2014           |
| Trichoderma tremelloides        | Jaklitsch                                                            | 2011           |
| Trichoderma trixiae             | Samuels & Jaklitsch                                                  | 2013           |
| Trichoderma tropicosinense      | (P.G. Liu) Z.X. Zhu & W.Y. Zhuang                                    | 2015           |
| Trichoderma tsugarense          | Yabuki & Okuda                                                       | 2014           |
| Trichoderma turrialbense        | Samuels, Degenkolb, K.F. Nielsen & Gräfenhan                         | 2008           |
| Trichoderma uncinatum           | Z.F. Yu & X. Du                                                      | 2021           |
| Trichoderma undatipilosum       | K. Chen & W.Y. Zhuang                                                | 2017           |
| Trichoderma undulatum           | du Plessis & K. Jacobs                                               | 2018           |
| Trichoderma valdunense          | Jaklitsch                                                            | 2011           |
| Trichoderma varians             | Sartory & Bainier                                                    | 1912           |
| Trichoderma velutinum           | Bissett, C.P. Kubicek & Szakács                                      | 2003           |
| Trichoderma vermifimicola       | Jing Z. Sun & X.Z. Liu                                               | 2020           |
| Trichoderma vermipilum          | Samuels                                                              | 2012           |
| Trichoderma verticillatum       | Kai Chen & W.Y. Zhuang                                               | 2017           |
| Trichoderma victoriense         | (Overton) Jaklitsch & Voglmayr                                       | 2014           |
| Trichoderma vinosum             | Samuels                                                              | 2006           |
| Trichoderma violaceum           | Oudem.                                                               | 1904           |
| Trichoderma virens              | (J.H. Mill., Giddens & A.A. Foster) Arx                              | 1987           |
| Trichoderma virescentiflavum    | (Speg.) Jaklitsch & Voglmayr                                         | 2014           |
| Trichoderma virgineum           | Y.B. Zhang & W.Y. Zhuang                                             | 2017           |
| Trichoderma viridarium          | Jaklitsch, Samuels & Voglmayr                                        | 2013           |
| Trichoderma viride              | Pers.                                                                | 1794           |
| Trichoderma viridescens         | (A.S. Horne & H.S. Will.) Jaklitsch & Samuels                        | 2006           |
| Trichoderma viridialbum         | Jaklitsch, Samuels & Voglmayr                                        | 2013           |
| Trichoderma viridicollare       | Y.B. Zhang & W.Y. Zhuang                                             | 2019           |
| Trichoderma viridiflavum        | Z.X. Zhu & W.Y. Zhuang                                               | 2014           |
| Trichoderma viridulum           | W.T. Qin & W.Y. Zhuang                                               | 2017           |
| Trichoderma virilente           | Jaklitsch & Voglmayr                                                 | 2013           |
| Trichoderma voglmayrii          | Jaklitsch                                                            | 2006           |
| Trichoderma vulgatum            | K. Chen & W.Y. Zhuang                                                | 2017           |
| Trichoderma vulpinum            | Fuckel                                                               | 1874           |
| Trichoderma xanthum             | K. Chen & W.Y. Zhuang                                                | 2017           |
| Trichoderma xixiacum            | Jing Z. Sun & X.Z. Liu                                               | 2020           |
| Trichoderma yui                 | Z.X. Zhu & W.Y. Zhuang                                               | 2015           |
| Trichoderma yunnanense          | Z.F. Yu & K.Q. Zhang                                                 | 2007           |
| Trichoderma zayuense            | K. Chen & W.Y. Zhuang                                                | 2017           |
| Trichoderma zelobreve           | Jing Z. Sun & X.Z. Liu                                               | 2020           |
| Trichoderma zeloharzianum       | Z.F. Yu & X. Du                                                      | 2018           |
| Trichoderma zonatum             | Z.X. Zhu, W.Y. Zhuang & Yu Li                                        | 2017           |